# Дніпровський район (Київ)

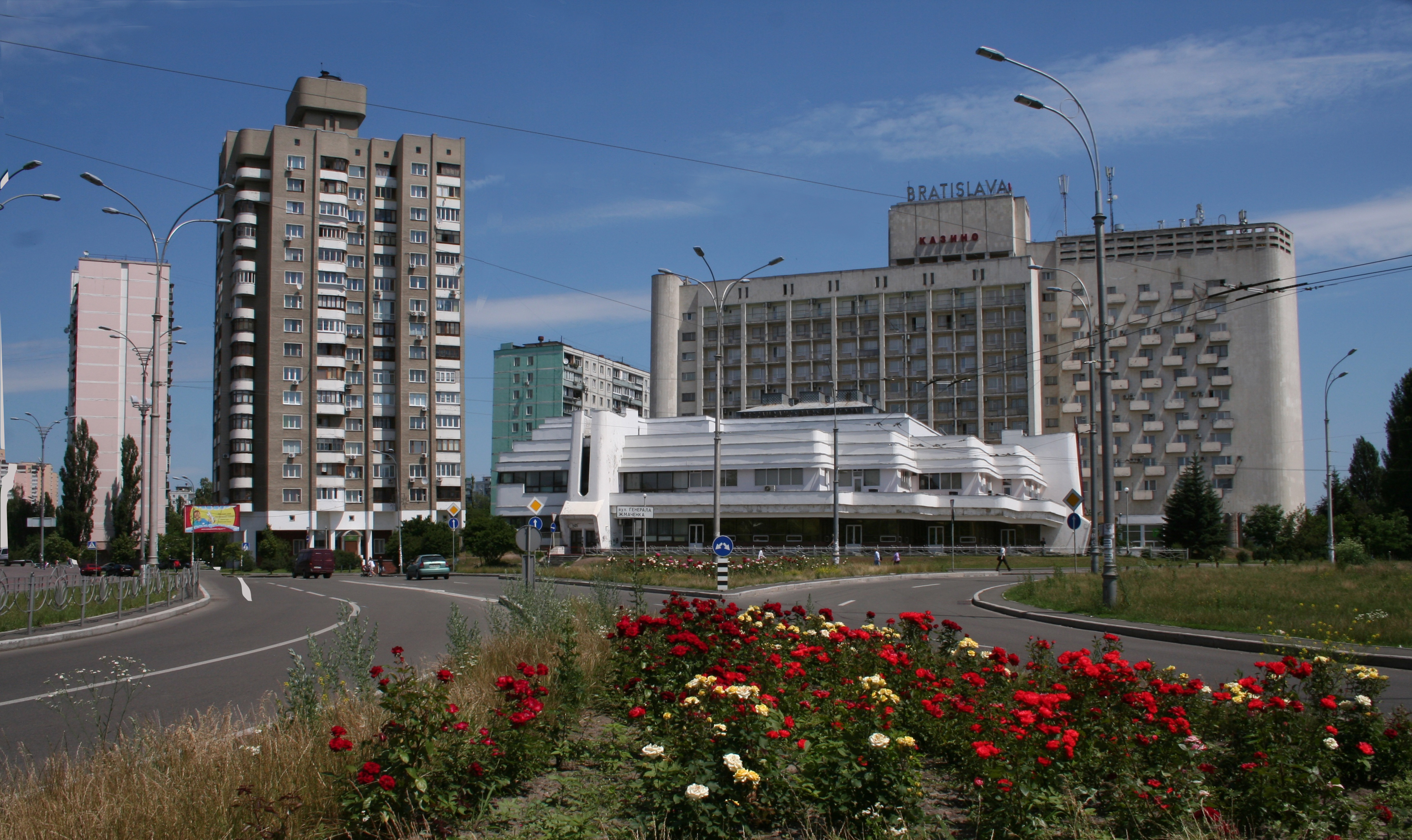
Дніпровський район м. Києва. Типова транспортна розв'язка.

Дніпро́вський райо́н — один із десяти адміністративних районів міста Києва, другий у місті за кількістю населення (354 тисячі жителів). Розташований на лівому березі Дніпра, а також на Венеційському, Трухановому та Долобецькому островах.

## Історія
За часів Київської Русі та Польсько-Литовської держави на території району були заміські землі київських монастирів та слобідки при них — Микільська і Воскресенська, а також села.
Згодом ці стародавні землі входили до складу Броварської, потім — Микільсько-Слобідської волостей Остерського повіту Чернігівської губернії. В 1927 році територія перейшла в підпорядкування Київської міськради, а в 1932 році — увійшла до складу Петровського (Подільського) району Києва.
У 1935 році на базі земель селищ Осокорки, Позняки, Биківня, Аварійного, хуторів Червоного та ім. Т. Шевченка, колишніх слобідок Микільської, Кухмистерської, Воскресенської та Передмістної було утворено Дарницький район.
Відповідно до Указу Президії Верховної Ради УРСР 23 травня 1969 року зі складу Дарницького району міста було виділено Дніпровський район. До складу нового району відійшли території на північ від Броварського проспекту.
Під час змін території районів, який стався у зв'язку з утворенням 1988 року Ватутінського і Харківського районів міста, до Дніпровського району відійшли Русанівка, Соцмісто, ДВРЗ і Стара Дарниця. Натомість, з Дніпровського в новостворений Ватутінський район відійшли Лісовий масив, Биківня, Куликове, Вигурівщина-Троєщина.
Під час адміністративно-територіальної реформи в місті 2001 року територія району зазнала певних змін, зокрема, до складу району відійшла територія на північ від залізниці Київ — Ніжин, в тому числі Березняки.
У тому ж 2001 році, Дніпровською районною в місті Києві радою було засновано друкований орган Дніпровського району газету «Дніпровські новини». Головні редактори: М. Халімоненко (2001—2006), О. Спорников (2006—2010).

## Географія

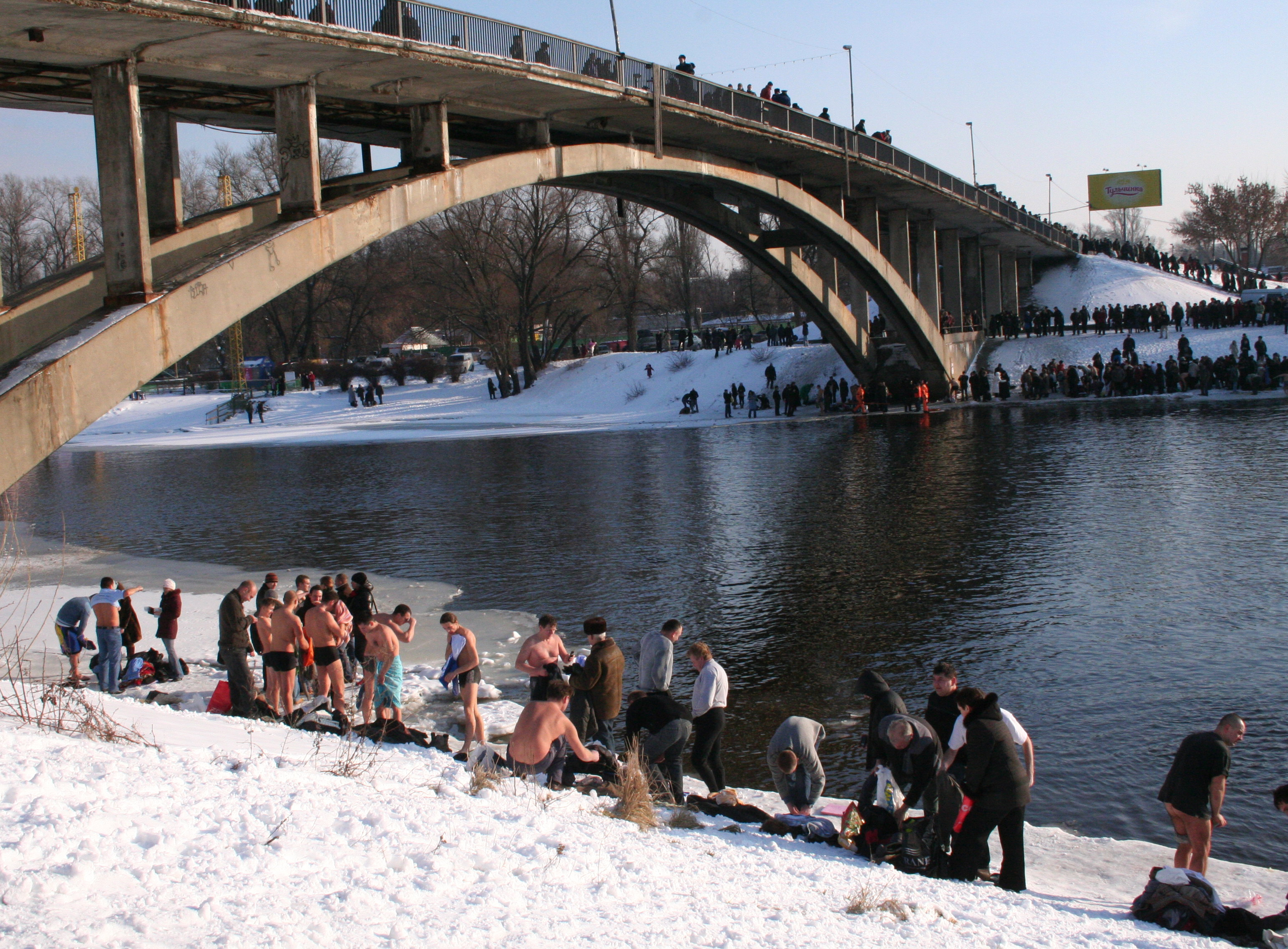
Свято Водохреща в Гідропарку

Площа району складає 67 км². З західної сторони район межує з правим берегом Дніпра, з північної сторони обмежений проспектом Романа Шухевича, зі східної сторони Братиславською вулицею, а з півдня — залізницею ніжинського напрямку.
До Дніпровського району входять київські місцевості Райдужний масив, Воскресенка, Труханів острів, Гідропарк, Лівобережний масив, Микільська слобідка, Північно-Броварський масив, Соцмісто, Русанівка, Березняки, Стара Дарниця, Русанівські Сади та ДВРЗ.

## Природно-заповідний фонд
На території Дніпровського району м. Києва розташовані наступні об'єкти природно-заповідного фонду (ПЗФ):
· група дерев бука лісового в парку Перемога (проспект Визволителів);
· віковий велетенський екземпляр тополі чорної в урочищі Гідропарк (залишок заплавного лісу, яким була вкрита ця місцевість) заввишки 27 м.
Ці об'єкти були зараховані до переліку природно-заповідного фонду згідно рішення Київради від 02.12.1999 р. № 197/649 «Про оголошення природних
об'єктів пам'ятками природи та заказниками місцевого значення». На території земель лісогосподарського призначення КП «Дарницьке
лісопаркове господарство» в адміністративних межах Дніпровського району м. Києва розміщені:
· державний ботанічний заказник місцевого значення «Рибне» — загальною площею 4,0 га, розташований на території Дніпровського лісництва в лісових
кварталах № 7,17,27, створений відповідно до спільного рішення виконкомів Київської міської та обласної рад народних депутатів від
10.04.1978 р. № 522-173. Рибне розташоване між урочищем «Пляхова», Броварським проспектом, границею міста та залізничною колією. Назву заказник отримав від заболоченого урочища з декількома рибними озерами, навколо якого з одного боку ліс, з другого — поле, з третього — гай, а з четвертого — «прісняк»
(болотяний ліс).
· ландшафтний заказник місцевого значення «Пляхова» — загальною площею 100,0 га, розташований на території Дніпровського лісництва в лісових
кварталах № 20-25, 28 на покритій лісом категорії земель, створений відповідно до рішення Київської міської ради від 12.02.2004 р. № 22/1231.
Заказник «Пляхова» розташований між ДВРЗ, Рибним та Биківнею. Назва урочища та місцевості, скоріше за все має своє походження від прізвища
людини, яка колись мала тут володіння, або якісь інші права на цю землю. В цій місцевості розташовані соснові та змішані ліси, а також озера, болота і
бази відпочинку. Київрадою від 23.12.2004 р. за № 878/2288 було прийнято рішення "Про створення регіонального ландшафтного парку «Дніпровські острови».
Розроблено проект землеустрою щодо відведення КП «Плесо» земельних ділянок Дніпровських островів Дніпровського району (о. Долобецький, о. Венеційський, о. Гідропарк (малий) та острів без назви, який наближений до проспекту Романа Шухевича). На даний час рішення про оголошення Дніпровських
островів регіональним ландшафтним парком Київрадою не прийнято.

## Екологічний стан

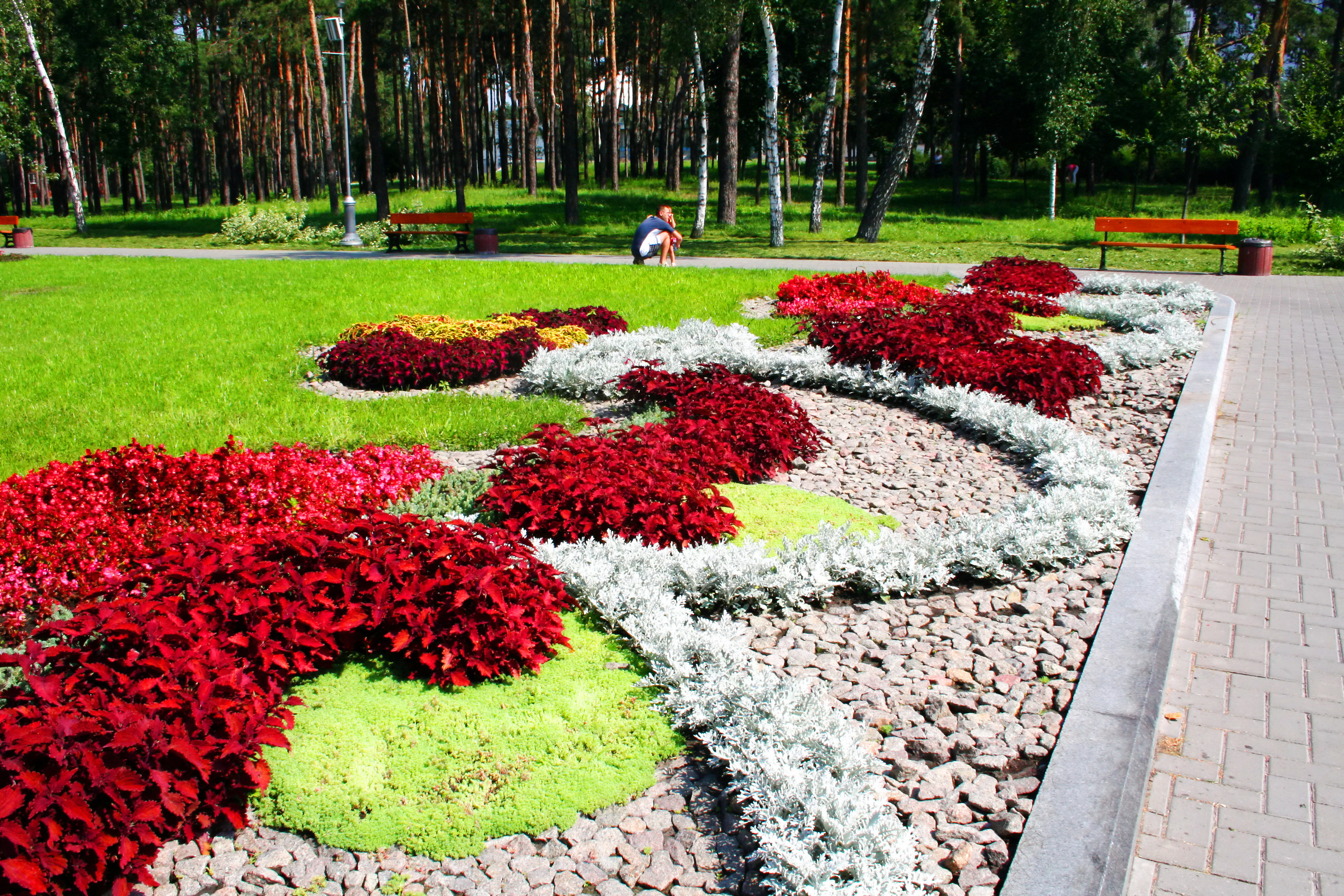
Газони у парку «Перемога»

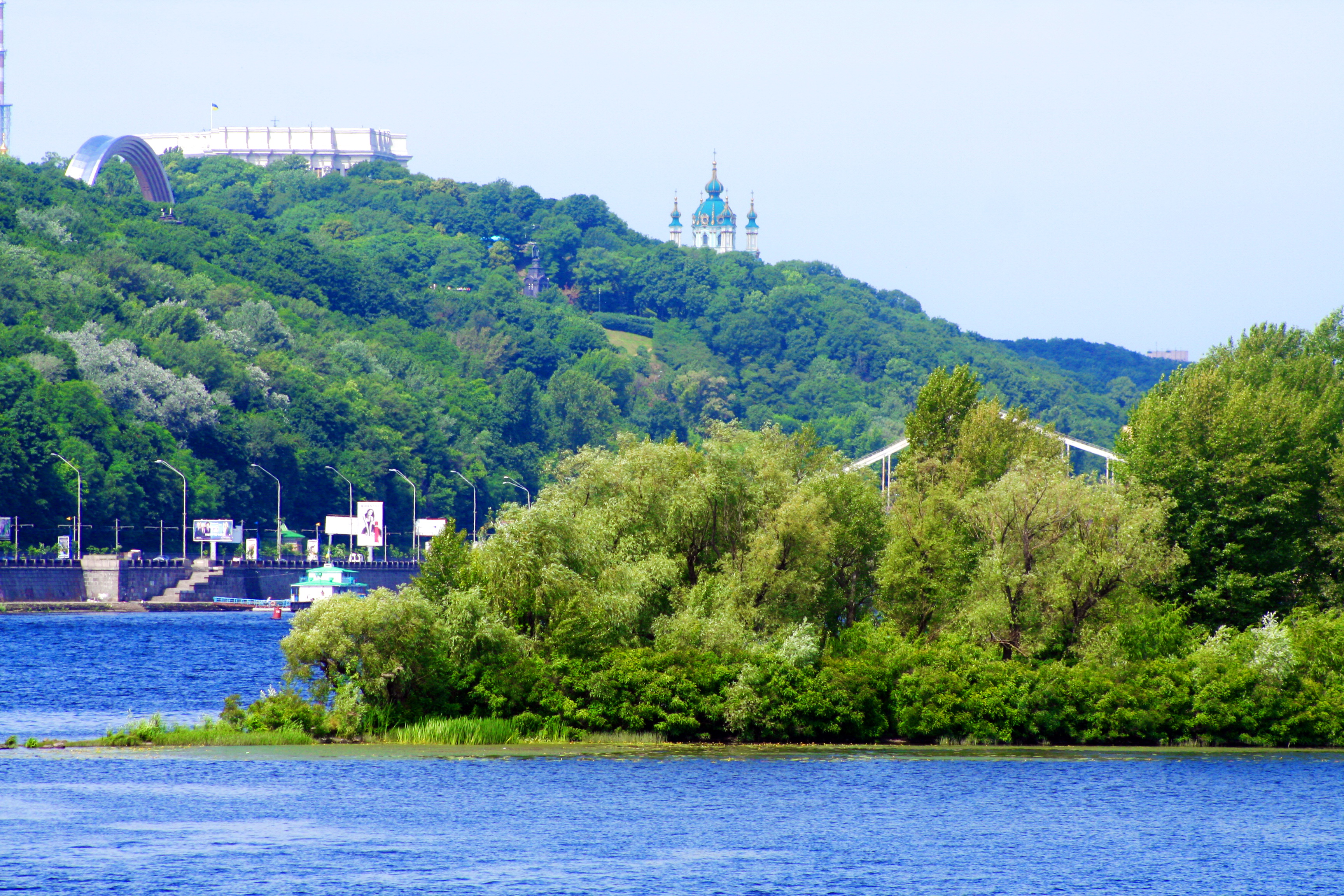
Гідропарк. Венеційська затока

Атмосферне повітря. Дніпровський район є одним з найбільших районів міста, з досить великою щільністю забудови, що призводить до значного антропогенного навантаження на навколишнє природне середовище. Рівень забруднення повітря у 2011 році оцінювався, як високий. В районі налічується 26 промислових підприємств. Обсяги викидів забруднюючих речовин у навколишнє середовище від стаціонарних джерел у 2011 році складають 19,8 тис.т проти 15,0 тис.т в 2010 року, що становить 131 %. Збільшення об'єму викидів відбулось за рахунок ПАТ «Екостандарт», яке використовує в паливному балансі вугілля і є одним з основних забруднювачів атмосферного повітря. Так, викиди забруднюючих речовин в атмосферне повітря даним підприємством в 2011 році складають 17,7 тис.т. (забруднене повітря, яке виходить із високої труби, не відразу спускається на землю, а відноситься вітром за 5-10, 15 кілометрів, а вже там осідає на ґрунт). Зокрема, протягом року підприємством спалюється близько 395 тис. т вугілля, що складає 50 % від використаного палива.

Водні ресурси
На території Дніпровського району знаходиться 53 водних об'єкта: — Малі річки — 1; — Канали — 4; — Протоки — 2; — Затоки — 7; — Ставки — 1; — Озера — 38.
Сучасний стан малих водойм міста викликає серйозне занепокоєння тому, що багато з них засмічені, прибережні смуги захаращені несанкціонованими
звалищами побутових та будівельних відходів. На території району в 2011 році придатними для відпочинку було 8 пляжів, а
саме: Веселка, Дитячий, Молодіжний, Центральний, Венеція, Золотий, Оз. Тельбін, Передмістна Слобідка.
Більшість з них розміщена на території Гідропарку, а тому є зоною відпочинку не тільки мешканців району, а й всього міста. Зауважимо, що ситуація з підготовкою до пляжного сезону в цьому році краща, ніж в багатьох попередніх роках. Спеціалістами санепідемстанції району спільно з комунальним
підприємством «Плесо» здійснювався комплекс санітарно-гігієнічних заходів на території пляжів та зон відпочинку біля води з метою контролю за
дотриманням санітарно-епідеміологічних норм. Проводились лабораторні дослідження проб води, дератизаційні роботи та інше. Питне водозабезпечення району здійснюється за рахунок централізованого міського водопроводу та децентралізованого водопостачання (за рахунок бюветних комплексів).
На території Дніпровського району розташована Деснянська водопровідна станція (Департаменту експлуатації водопровідного господарства ВАТ АК
«Київводоканал»), яка забезпечує потреби водопостачання м. Києва. На підприємстві проводиться повний цикл водопідготовки, а саме: забір води з
р. Десна, її реагентна та механічна очистка, знезараження та подача у міську мережу споживачам. За результатами 2011—2012 р.р. якість питної води водопровідної станції відповідала вимогам ГОСТ 2874-82 «Вода питьевая».

## Населення

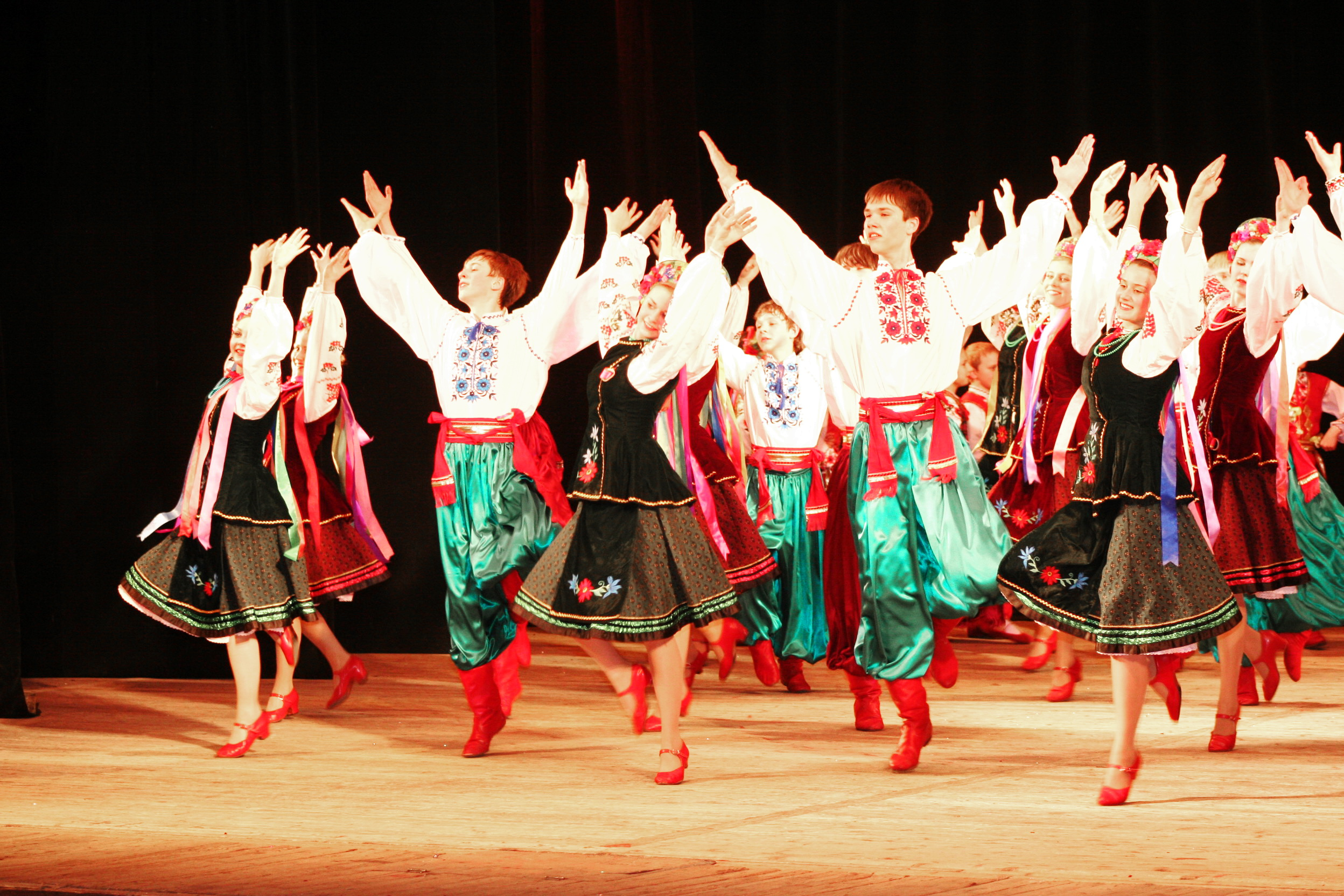
Виступ Ансамблю «Цвіт папороті» Дніпровського районного управління культури

Чисельність населення району:
- 2001 — 331 618
- 2008 — 340 996
- 2015 — 353 247

### Мовний склад
Рідна мова населення за даними перепису 2001 року:
| Мова       | Чисельність, осіб | Доля     |
| ---------- | ----------------- | -------- |
| Українська | 236 342           | 71,90 %  |
| Російська  | 89 082            | 27,10 %  |
| Інше       | 3 301             | 1,00 %   |
| Разом      | 328 725           | 100,00 % |

## Районна влада

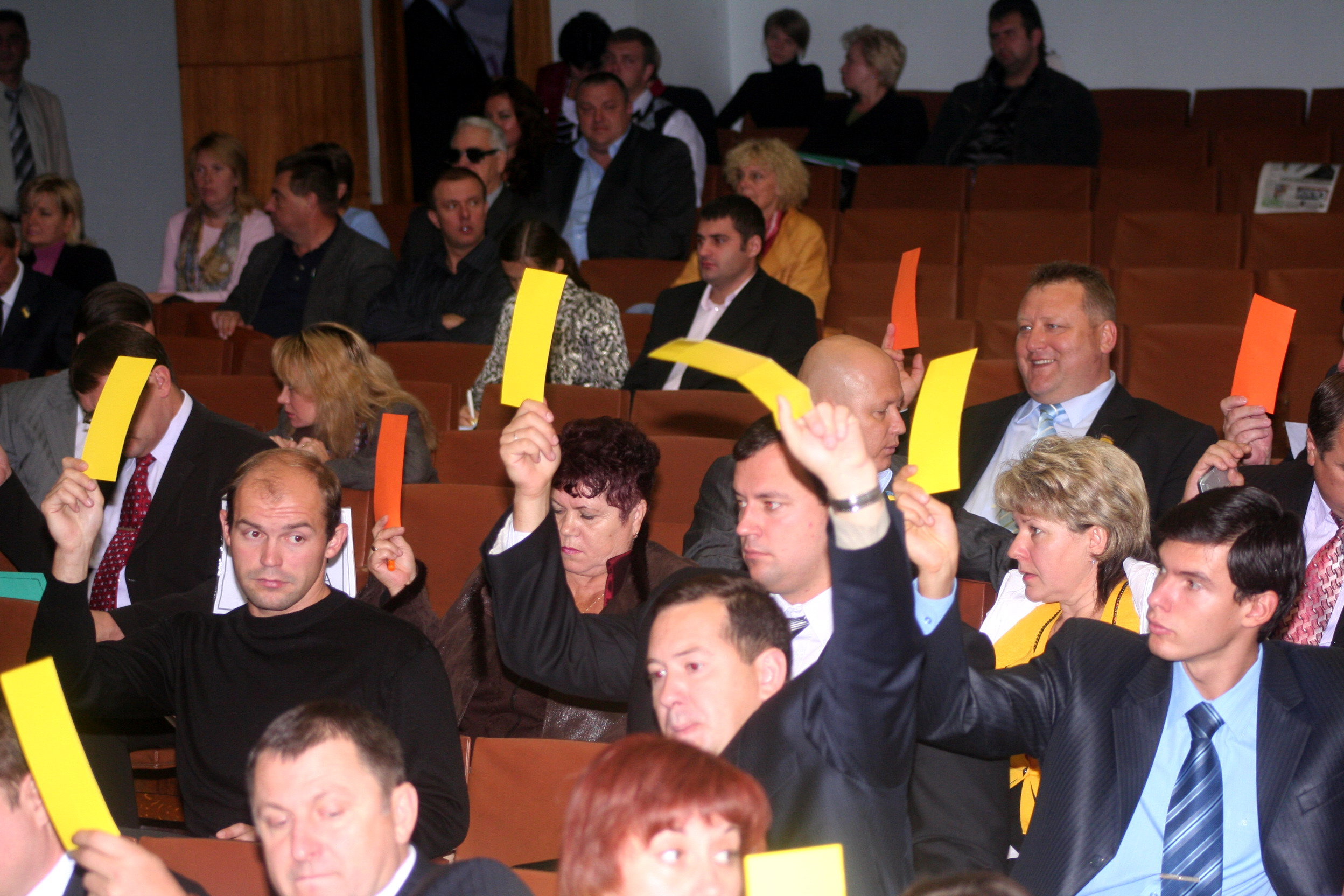
Сесія Дніпровської районної у м. Києві ради V (останнього) скликання

З 1987 по 2006 рік Дніпровський район, на різних посадах очолював Олександр Семенович Шевчук  [Архівовано 20 вересня 2015 у Wayback Machine.]. За результатами виборів 2006 року до Дніпровської районної ради потрапили представники шести партій та блоків: Блоку Леоніда Черновецького, Блоку Юлії Тимошенко, Народного союзу «Наша Україна», Партії регіонів, Блоку Віталія Кличка «Пора-ПРП» та Громадського активу Києва. З 2006 по грудень 2008 року Дніпровський район очолював Сотников Олександр Миколайович, який був зміщений зі своєї посади незаконно, що згодом визнав Президент, скасувавши Указ про звільнення Сотникова. 18 грудня 2007 року районну раду очолила депутат від блоку Черновецького Оксана Мисовська, шкільний викладач української мови та літератури: за неї проголосувало 38 депутатів з 75. Після цього деякий час відбувалася судова тяганина, пов'язана зі скасуванням розпорядження про звільнення попереднього голови — Олександра Сотникова. Врешті-решт Мисовська була визнана головою районної ради, а в липні 2009 остаточно була затверджена й головою Дніпровської районної державної адміністрації.
Правоохоронними органами протягом головування Оксани Мисовської було виявлено корупційні зловживання районних посадовців.
З прийняттям закону «Про внесення змін до закону України „Про столицю України — місто-герой Київ“» районні ради в Києві з 1 листопада 2010 було скасовано. Управління районом здійснюватиме райдержадміністрація, підконтрольна КМДА. 24 листопада 2010, Олександр Шевчук знову призначений головою Дніпровської районної в місті Києві державної адміністрації. Шевчук працював на посаді Голови Дніпровського району до 25 квітня 2013 року.
З 20.05.2013 главою Дніпровського району призначений колишній перший заступник в адміністрації Шевчука — Кравченко Сергій Олексійович. Кравченко був звільнений після подій на Майдані.
З 15 серпня 2014 року головою Дніпровської районної в м. Києві державної адміністрації був Горбунов Ярослав Володимирович.
З 11 травня 2016 року головою Дніпровської районної в м. Києві державної адміністрації був Онофрійчук Петро Васильович.
З 18 травня 2020 року до 27 січня 2022 року головою Дніпровської районної в м. Києві державної адміністрації був Щербак Ігор Михайлович.
З 27 січня 2022 року до 30 червня 2023 року тимчасово виконануючим обов’язки голови Дніпровської районної в м. Києві державної адміністрації був Бабій Павло Миколайович.

## Архітектура

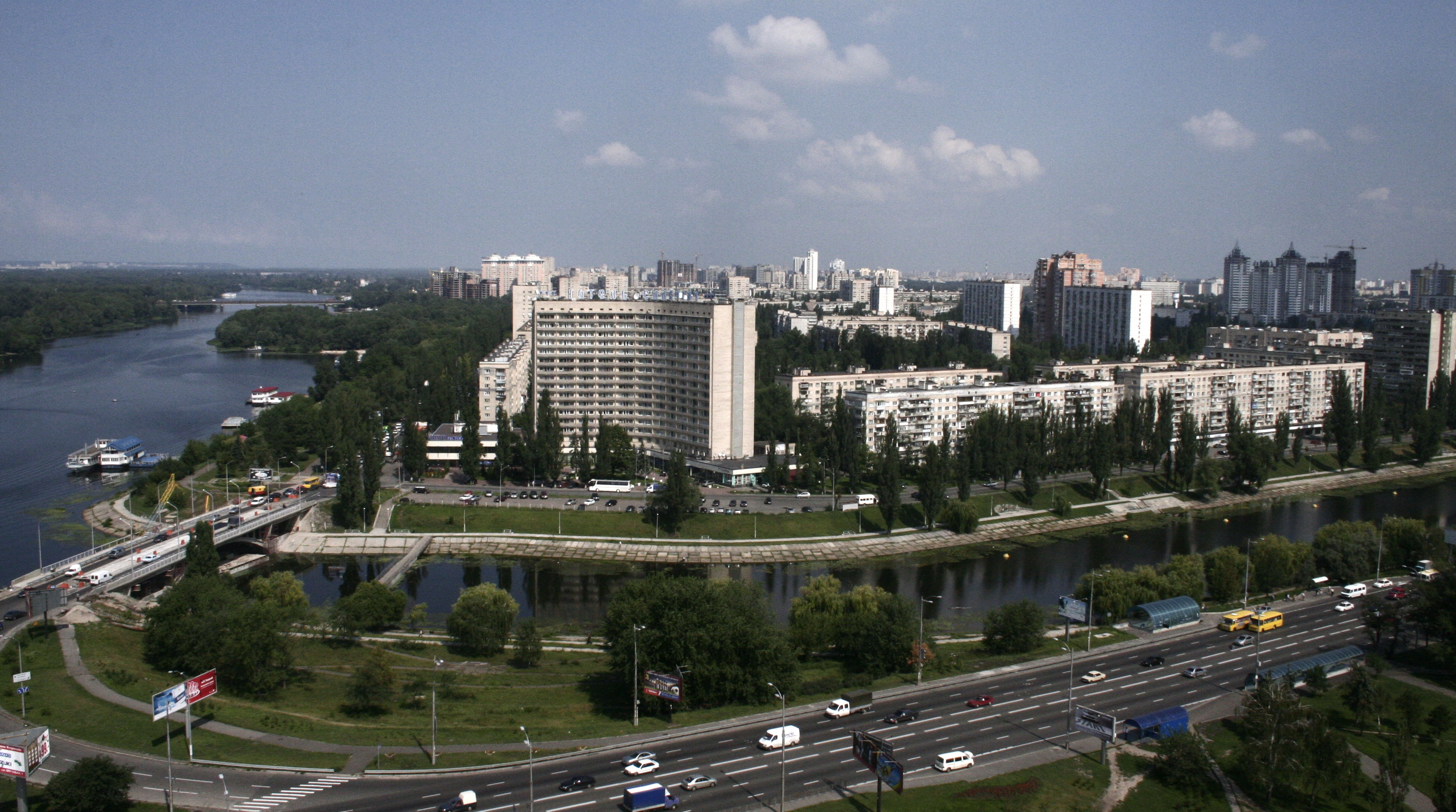
Київська Русанівка

Дніпровський район — перший з житлових масивів лівого берега столиці, створених в післявоєнні роки на вільних територіях з урахуванням програми широкої індустріалізації будівництва на базі домобудівних комбінатів. У плануванні масиву застосовані принципи мікрорайонування і відображені пошуки різних прийомів організації забудови: «периметрально-симетричний», «рядковий» і «вільний», «змішаний». Композиційні осі масиву — Броварський проспект (уздовж лінії метро) і перпендикулярний до нього Воскресенський проспект. Однак, центральною площею Дніпровського району є Дарницька (колишня ленінградська) площа. Унікальним експериментом — рукотворним островом є проект мікрорайону «Русанівка». Родзинкою архітектури Дніпровського району є те що три з п'яти київських мостів з'єднують цей район з центральними частинами міста. У цьому районі розташовані житлові будинки, споруди суспільно-побутового призначення, науково-дослідні і проектні інститути, медичні установи.

## Економіка

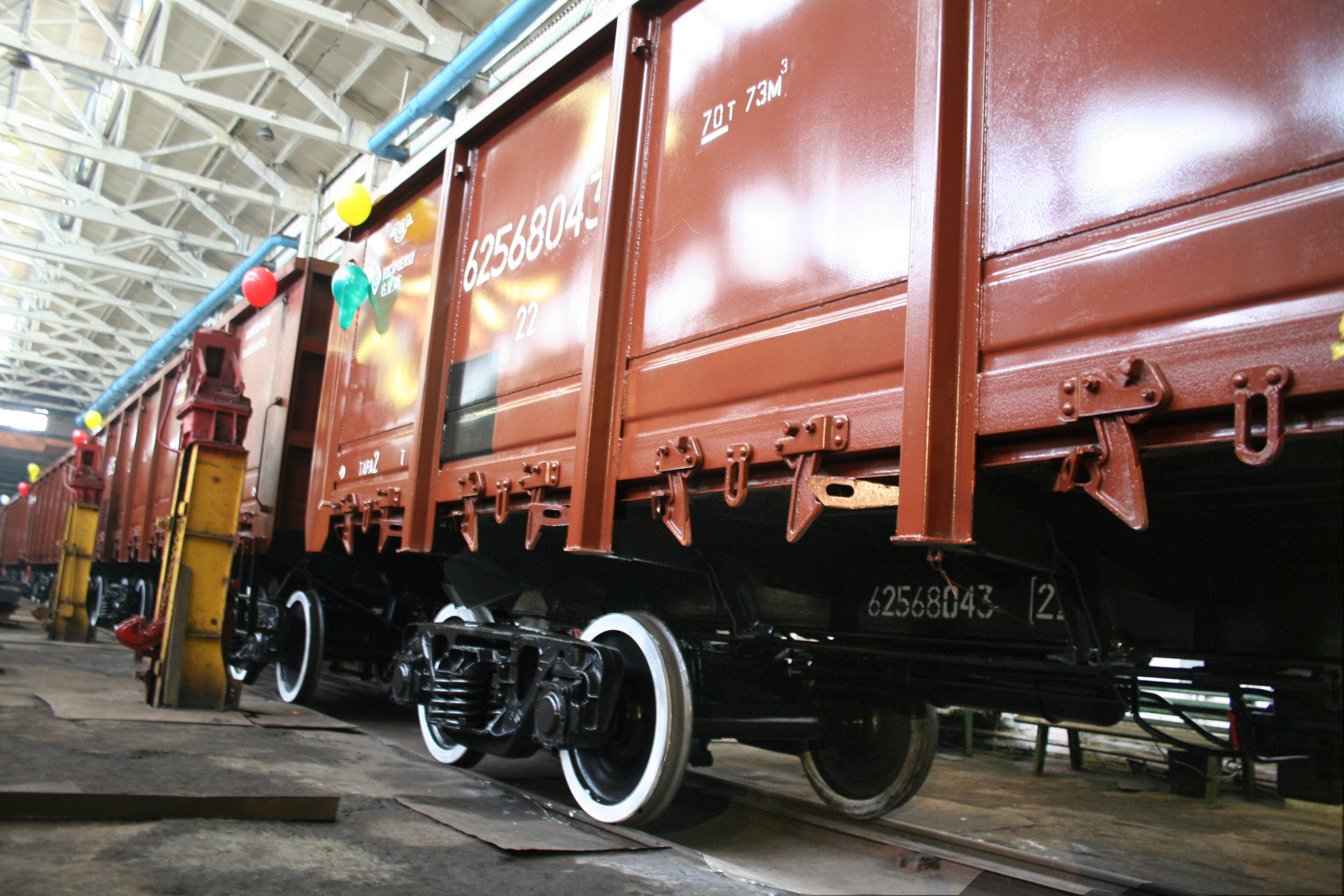
Найбільше підприємство Дніпровського району — Дарницький вагоно-ремонтний завод

Промисловий комплекс району згідно реєстру Головного управління статистики у місті Києві станом на 01.10.2016 налічує 50 підприємств. Згідно з оперативними даними від промислових підприємств за звітний період очікується реалізувати ними продукції на суму 5 323,1 млн грн, що на 18,4 % більше, ніж за відповідний період 2015 року. За останніми статистичними даними значні зростання обсягів реалізації промислової продукції відбулось на підприємствах: ТОВ «Апогей», ТОВ «Інтерстарч Україна» (виробництво харчових продуктів); ТОВ «Ефкон-профіль», ТОВ «Кам-трейд», МПП «Рабиця» (металургійне виробництво, виробництво готових металевих виробів); ТОВ «Баленко завод пакувального обладнання» (виробництво машин та устаткування); ТОВ «Енергія 97», ТОВ «Герольдмайстер» (виробництво іншої продукції, ремонт і монтаж машин та устаткування); ТОВ «Авант» (виробництво фармацевтичних препаратів і матеріалів);ТОВ «Інстех» (вироби з натурального каменю); ТОВ «Поліс-плюс» (виробництво верхнього одягу зі шкіри); ТОВ «Елпо Україна» (виробництво електророзподільної та контрольної апаратури); ДП «МНТЦ „Агробіотех“ НАН України та міносвіти і науки України» (дослідження й розробки у сфері біотехнологій); ТОВ «Корона-2000» (виробництво фар, лаків). Значний спад обсягів реалізації спостерігався на підприємствах: ПАТ «Укрвторчормет» (металургійне виробництво, виробництво готових металевих виробів); ТОВ «Текс-Стиль» (текстильне виробництво, виробництво одягу); ТОВ "ТК «Мережевий стандарт» (виробництво апаратури); ТОВ «Типографія Глосс», ТОВ «Гранд Афіш Україна» (поліграфічна діяльність); ТОВ «Лім» (лиття легких кольорових металів); ТОВ «Максіс плюс» (виробництво м'ясних продуктів). Скорочення обсягів виробництва викликано поглибленням кризових явищ в економіці, погіршенням кон'юнктури на окрему продукцію на внутрішньому та зовнішніх ринках. Районною владою здійснюються заходи щодо створення сприятливих умов для ведення бізнесу, розвитку промисловості, торгівлі та споживчого ринку, усунення існуючих перешкод, створення привабливих умов для діяльності суб'єктів підприємницької діяльності, що дозволить залучити до соціально-економічного розвитку району вітчизняних та іноземних інвесторів.

## Розвиток споживчого ринку і торгівлі

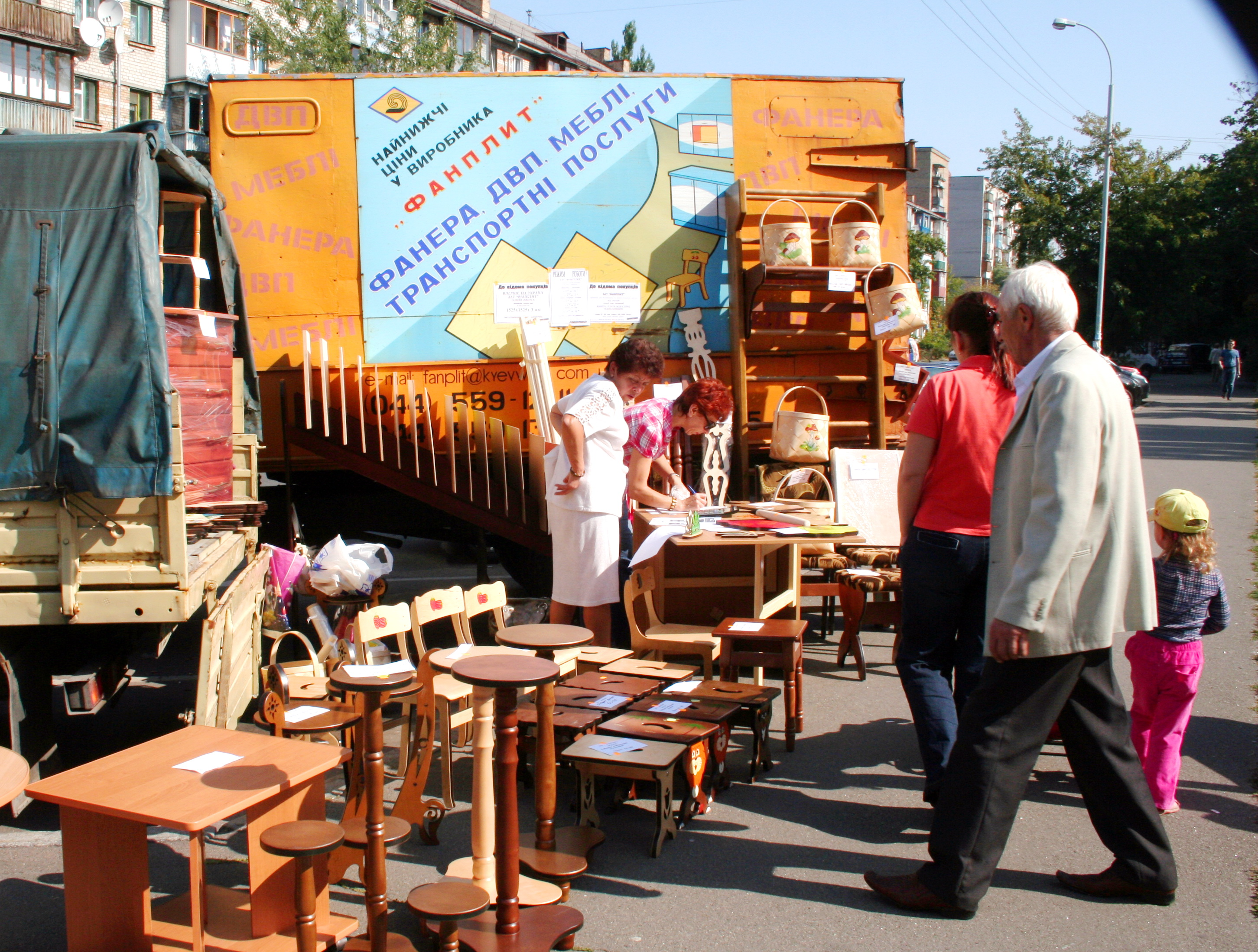
Торговий ярмарок біля Дніпровської РДА. Продукція підприємств району

Загальний роздрібний товарооборот підприємств, які здійснюють діяльність з роздрібної торгівлі та ресторанного господарства, за січень-вересень 2016 року за оперативними даними складе 6921,8 млн грн, що на 2,9 % більше, ніж за січень-вересень 2015 року. Товарооборот торгової мережі в січні-вересні 2016 року за оперативними даними складе 6610,1 млн грн, що на 2,9 % більше, ніж за відповідний період 2015 року. Товарооборот мережі ресторанного господарства в січні-вересні 2016 року за оперативними даними складе 311,7 млн грн, що на 5,0 % більше, ніж за січень-вересень 2015 року.
Питома вага товарообороту підприємств ресторанного господарства в загальному обсязі роздрібного товарообороту за січень-вересень 2016 року становить 4,5 %.

## Видатні пам'ятки та туристичні місця

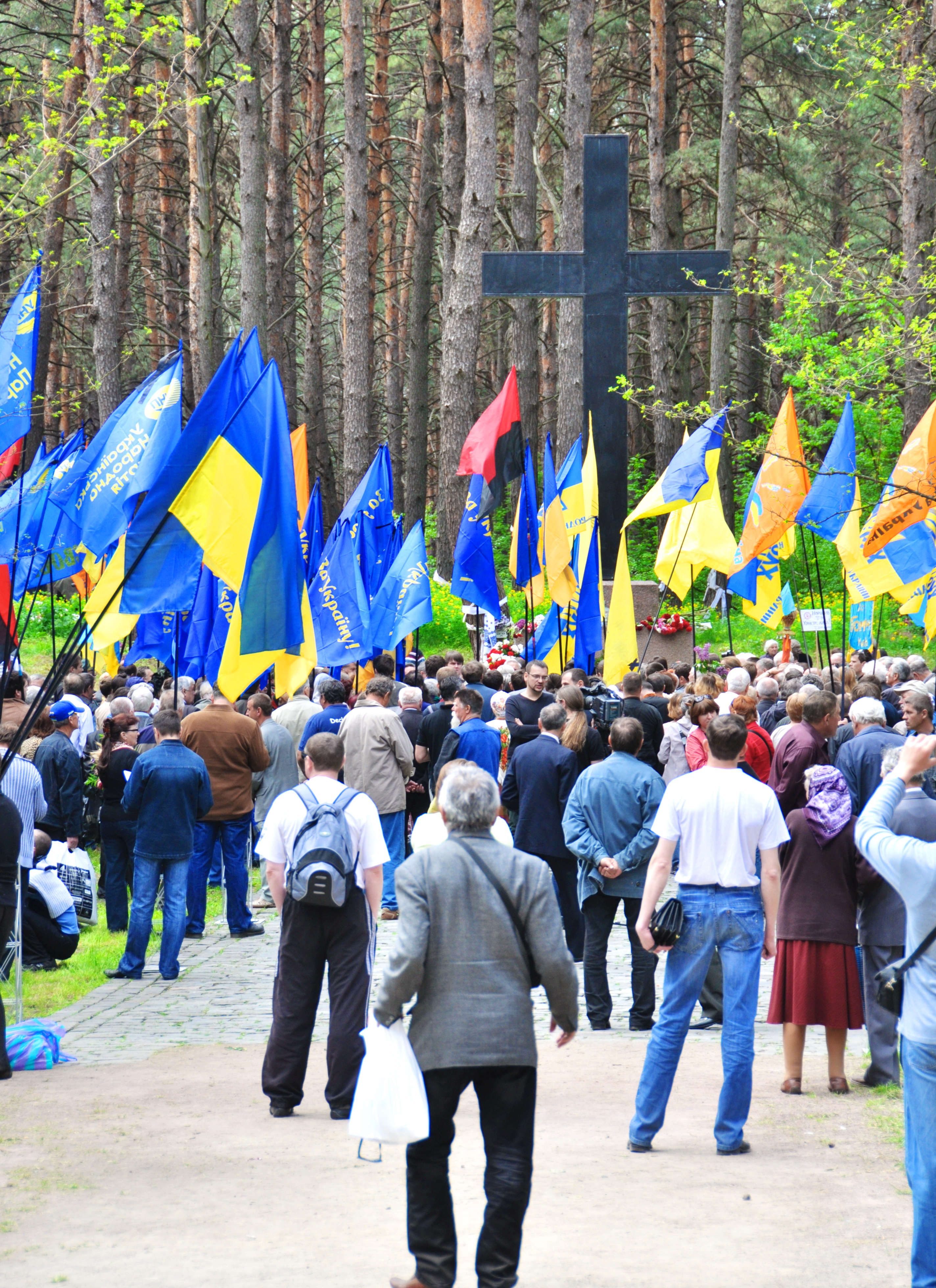
Меморіал «Биківнянські Могили». Меморіал жертвам політичних репресій

Найбільшою пам'яткою культури, історії та туризму на території району є Меморіал «Биківнянські могили». На території Дніпровського району в парку культури та відпочинку «Перемога» (Воскресенський проспект, 2) активістами Громадської організації «Рада ветеранів АТО Дніпровського району міста Києва» встановлено хрест на місці, де планується спорудити меморіал пам'яті воїнам, загиблим в АТО, та закладена Алея пам'яті героїв АТО на території Каштанової алеї парку. У 2016 році відкрито садово-паркову скульптуру на честь видатного українського поета А. Малишка, також у 2016 році відкрито сквер, присвячений 75-річчю від дня народження відомого українського кіноактора, кінорежисера, сценариста, Лауреата Шевченківської премії Миколайчука Івана Васильовича.

## Міста-побратими
Шалетт-сюр-Луен, Франція

## Див. та
- Адміністративно-територіальний устрій Києва.

## Примітки

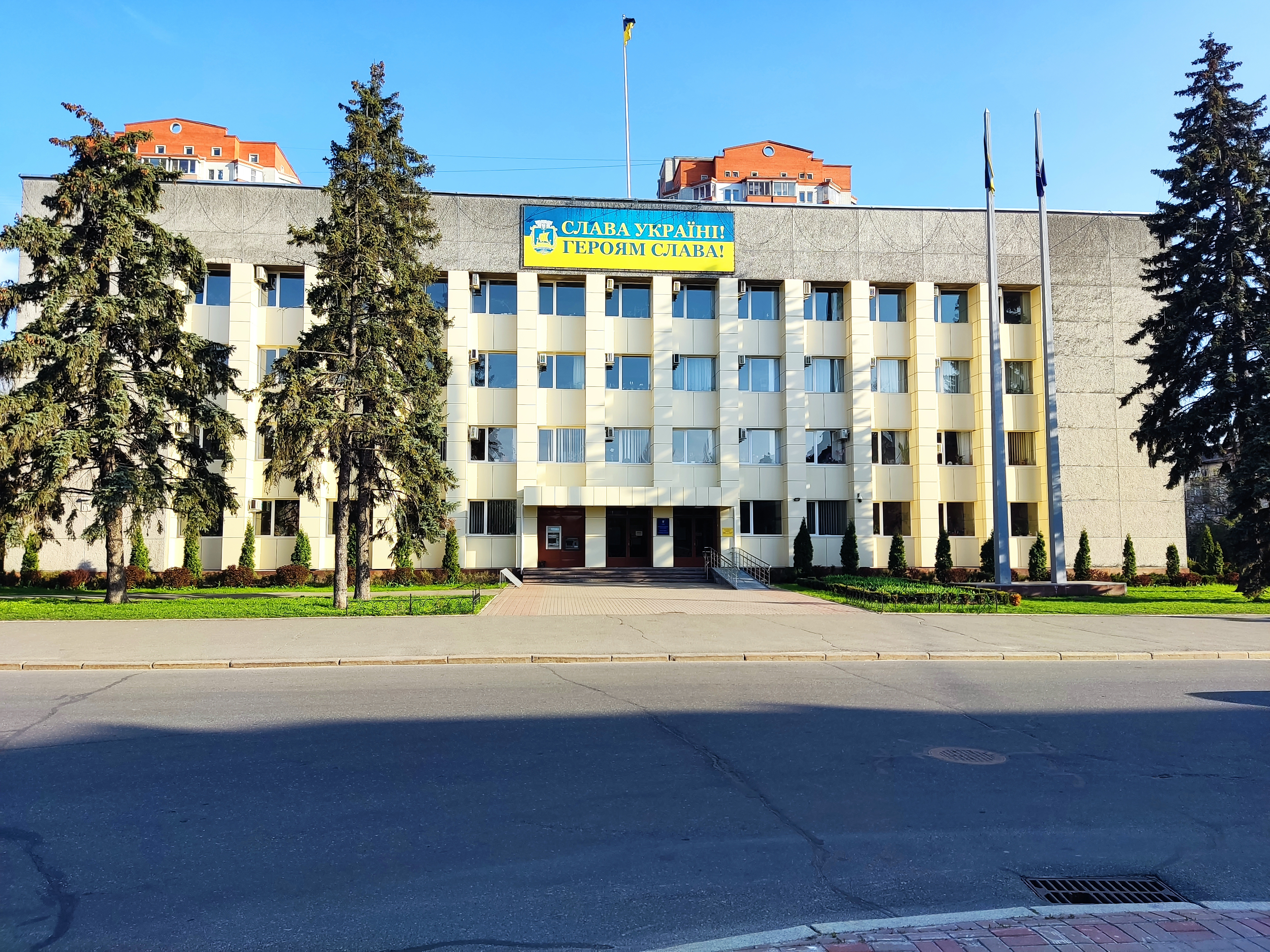
Будівля Дніпровської РДА. Бульвар Івана Котляревського, 1/1